# Marcelo Guerrero Gorriarán
Marcelo Fernando Guerrero Gorriarán (Montevideo, Uruguay, 20 de mayo de 1983) es un exfutbolista y entrenador uruguayo. Actualmente dirige al Club Atlético Terremoto de la Tercera división de Uruguay.

## Trayectoria
Jugó como delantero y militó en clubes de su país además de países como Argentina, México, Chile y Guatemala.
Es recordado por ser el jugador que anotó el llamado «Gol del milagro» que salvó al desaparecido San Luis FC del descenso en el torneo Clausura 2006 de la Primera División de México.

## Clubes
| Club               | País      | Año         |
| ------------------ | --------- | ----------- |
| Villa Española     | Uruguay   | 2002        |
| Nacional           | Uruguay   | 2003 - 2004 |
| Racing Club        | Argentina | 2004 - 2005 |
| San Luis F.C.      | México    | 2005 - 2008 |
| Colón              | Argentina | 2009        |
| Defensor Sporting  | Uruguay   | 2009 - 2010 |
| Defensa y Justicia | Argentina | 2010 - 2011 |
| Unión Temuco       | Chile     | 2011        |
| Cerrito            | Uruguay   | 2012        |
| Comunicaciones     | Guatemala | 2012-2013   |
| Cerrito            | Uruguay   | 2014        |
| Comunicaciones     | Guatemala | 2014        |
| Central Español    | Uruguay   | 2015-2016   |

## Palmarés

### Títulos
| Título        | Club           | País      |
| ------------- | -------------- | --------- |
| Apertura 2003 | Nacional       | Uruguay   |
| Apertura 2012 | Comunicaciones | Guatemala |
| Clausura 2012 | Comunicaciones | Guatemala |
| Apertura 2013 | Comunicaciones | Guatemala |